# ARQ híbrid

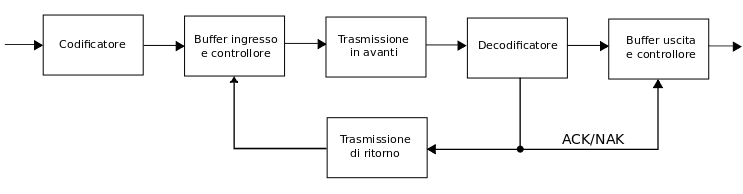
Esquema del sistema de control d'errors Automatic Request-Repeater (ARQ).

La sol·licitud de repetició automàtica híbrida (amb acrònim anglès ARQ híbrid o HARQ) és una combinació de correcció d'errors directes d'alta velocitat (FEC) i control d'errors de sol·licitud de repetició automàtica (ARQ). A l'ARQ estàndard, s'afegeixen bits redundants a les dades que s'han de transmetre mitjançant un codi de detecció d'errors (ED) com ara una comprovació de redundància cíclica (CRC). Els receptors que detectin un missatge danyat sol·licitaran un missatge nou al remitent. A l'ARQ híbrid, les dades originals es codifiquen amb un codi FEC i els bits de paritat s'envien immediatament juntament amb el missatge o només es transmeten a petició quan un receptor detecta un missatge erroni. El codi ED es pot ometre quan s'utilitza un codi que pot realitzar tant la correcció d'errors directes (FEC) a més de la detecció d'errors, com ara un codi Reed-Solomon. El codi FEC s'escull per corregir un subconjunt esperat de tots els errors que es poden produir, mentre que el mètode ARQ s'utilitza com a alternativa per corregir errors que no es poden corregir utilitzant només la redundància enviada a la transmissió inicial. Com a resultat, l'ARQ híbrid funciona millor que l'ARQ normal en condicions de senyal deficient, però en la seva forma més senzilla això es fa a costa d'un rendiment significativament més baix en condicions de senyal bones. Normalment hi ha un punt d'encreuament de la qualitat del senyal per sota del qual l'ARQ híbrid simple és millor i per sobre del qual l'ARQ bàsic és millor.
HARQ s'utilitza en HSDPA i HSUPA que proporcionen transmissió de dades d'alta velocitat (en enllaç descendent i enllaç ascendent, respectivament) per a xarxes de telefonia mòbil com UMTS, i en l'estàndard IEEE 802.16-2005 per a l'accés sense fil de banda ampla mòbil, també conegut com "WiMAX mòbil". També s'utilitza en xarxes sense fils Evolution-Data Optimized i LTE.
L'ARQ híbrid de tipus I s'utilitza a ITU-T G.hn, un estàndard de xarxa d'àrea local d'alta velocitat que pot funcionar a velocitats de dades de fins a 1 Gbit/s amb el cablejat domèstic existent (línies elèctriques, línies telefòniques i cables coaxials). G.hn utilitza CRC-32C per a la detecció d'errors, LDPC per a la correcció d'errors cap endavant i la repetició selectiva per a ARQ.